# Aleiodes hellenicus
Aleiodes hellenicus är en stekelart som beskrevs av Papp 1985. Aleiodes hellenicus ingår i släktet Aleiodes och familjen bracksteklar. Inga underarter finns listade i Catalogue of Life.